# Eccellenza 2015-2016 (rugby a 15)
L'Eccellenza 2015-16 fu l'86º campionato nazionale italiano di rugby a 15 di prima divisione.
Si tenne dal 9 ottobre 2015 al 28 maggio 2016 tra 10 squadre e vide il ritorno alla vittoria finale del Rovigo, al suo dodicesimo scudetto a distanza di 26 stagioni dal più recente.
Come da regolamento, le due squadre prime classificate durante la stagione ebbero il vantaggio della semifinale di ritorno sul proprio campo rispettivamente contro la quarta e la terza; Rovigo, in quanto vincitore della stagione regolare, come finalista ebbe il diritto di ospitare la gara per il titolo.
L'altra finalista fu Calvisano, campione d'Italia uscente.
Fu la terza di quattro finali consecutive tra le due squadre, le prime due delle quali vinte dalla compagine del Bresciano.
L’Aquila, giunta ultima della stagione regolare, retrocedette in serie A: fu l'ultima presenza in prima divisione del club abruzzese, che due anni dopo chiuse i battenti per problemi finanziari.

## Squadre partecipanti
| Club       | Sponsor                        | Città             | Impianto interno                          |
| ---------- | ------------------------------ | ----------------- | ----------------------------------------- |
| Calvisano  |                                | Calvisano         | Stadio San Michele                        |
| Fiamme Oro |                                | Roma              | CS Polizia di Stato, caserma S. Gelsomini |
| L’Aquila   | Eni (petrolchimica)            | L'Aquila          | Stadio Tommaso Fattori                    |
| S.S. Lazio | IMA (automazione industriale)  | Roma              | CS Giulio Onesti                          |
| Lyons      | Sitav (meccanica)              | Piacenza          | Stadio Walter Beltrametti                 |
| Mogliano   | Marchiol (materiale elettrico) | Mogliano Veneto   | Stadio Maurizio Quaggia                   |
| Petrarca   |                                | Padova            | CS Memo Geremia e Stadio Plebiscito       |
| Rovigo     | Femi-CZ (portacavi)            | Rovigo            | Stadio Mario Battaglini                   |
| San Donà   | Lafert (motori elettrici)      | San Donà di Piave | Stadio Romolo Pacifici                    |
| Viadana    |                                | Viadana           | Stadio Luigi Zaffanella                   |

## Stagione regolare

### Risultati
| 9-10-2015  | 1ª/10ª giornata       | 7-2-2016  |
| ---------- | --------------------- | --------- |
| 13-20      | Petrarca — Rovigo     | 16-23     |
| 20-0       | San Donà — Mogliano   | 5-15      |
| 47-7       | Viadana — L'Aquila    | 40-33     |
| 19-17      | Lazio — Fiamme Oro    | 10-13     |
| 13-26      | Lyons — Calvisano     | 13-19     |
|            |                       |           |
| 30-10-2015 | 4ª/13ª giornata       | 20-3-2016 |
| 52-7       | Rovigo — L'Aquila     | 75-17     |
| 40-5       | Mogliano — Lazio      | 27-13     |
| 17-20      | Lyons — San Donà      | 24-42     |
| 10-26      | Fiamme Oro — Petrarca | 16-16     |
| 36-12      | Calvisano — Viadana   | 17-14     |
|            |                       |           |
| 4-12-2015  | 7ª/16ª giornata       | 16-4-2016 |
| 20-22      | Fiamme Oro — Rovigo   | 17-20     |
| 14-24      | Mogliano — Calvisano  | 5-23      |
| 24-24      | Viadana — San Donà    | 35-18     |
| 23-25      | L'Aquila — Lyons      | 12-18     |
| 34-15      | Petrarca — Lazio      | 30-13     |

| 16-10-2015 | 2ª/11ª giornata       | 21-2-2016 |
| ---------- | --------------------- | --------- |
| 46-14      | Rovigo — Lazio        | 50-7      |
| 33-21      | Mogliano — Viadana    | 24-19     |
| 41-20      | Calvisano — San Donà  | 38-20     |
| 10-39      | L'Aquila — Petrarca   | 6-26      |
| 48-7       | Fiamme Oro — Lyons    | 29-16     |
|            |                       |           |
| 6-11-2015  | 5ª/14ª giornata       | 27-3-2016 |
| 23-22      | Mogliano — Rovigo     | 16-21     |
| 39-18      | Petrarca — San Donà   | 10-19     |
| 16-33      | L'Aquila — Fiamme Oro | 7-43      |
| 11-14      | Lazio — Calvisano     | 7-40      |
| 45-0       | Viadana — Lyons       | 11-6      |
|            |                       |           |
| 10-1-2016  | 8ª/17ª giornata       | 30-4-2016 |
| 15-9       | Calvisano — Rovigo    | 10-32     |
| 3-43       | Lyons — Mogliano      | 12-56     |
| 13-6       | San Donà — Fiamme Oro | 27-24     |
| 35-9       | Lazio — L'Aquila      | 7-27      |
| 27-17      | Petrarca — Viadana    | 30-28     |

| 23-10-2015 | 3ª/12ª giornata        | 13-3-2016 |
| ---------- | ---------------------- | --------- |
| 16-36      | San Donà — Rovigo      | 0-41      |
| 26-36      | L'Aquila — Mogliano    | 0-66      |
| 14-5       | Viadana — Fiamme Oro   | 7-18      |
| 12-11      | Petrarca — Calvisano   | 13-18     |
| 20-16      | Lazio — Lyons          | 22-16     |
|            |                        |           |
| 27-11-2015 | 6ª/15ª giornata        | 3-4-2016  |
| 34-14      | Rovigo — Viadana       | 15-6      |
| 15-16      | Fiamme Oro — Mogliano  | 13-10     |
| 18-28      | San Donà — Lazio       | 29-27     |
| 61-3       | Calvisano — L'Aquila   | 54-7      |
| 9-26       | Lyons — Petrarca       | 7-79      |
|            |                        |           |
| 31-1-2016  | 9ª/18ª giornata        | 7-5-2016  |
| 33-10      | Rovigo — Lyons         | 65-14     |
| 19-17      | Mogliano — Petrarca    | 33-5      |
| 25-28      | L'Aquila — San Donà    | 7-33      |
| 13-20      | Fiamme Oro — Calvisano | 12-21     |
| 18-9       | Viadana — Lazio        | 41-10     |

## Classifica
| Pos | Squadra    | G  | V  | N | P  | PF  | PS  | DP   | BMP | Pt |
| --- | ---------- | -- | -- | - | -- | --- | --- | ---- | --- | -- |
| 1   | Rovigo     | 18 | 16 | 0 | 2  | 616 | 235 | +381 | 11  | 75 |
| 2   | Calvisano  | 18 | 16 | 0 | 2  | 488 | 230 | +258 | 8   | 72 |
| 3   | Petrarca   | 18 | 11 | 1 | 6  | 458 | 293 | +165 | 12  | 58 |
| 4   | Mogliano   | 18 | 13 | 0 | 5  | 476 | 264 | +212 | 4   | 56 |
| 5   | Viadana    | 18 | 8  | 1 | 9  | 413 | 346 | +67  | 9   | 43 |
| 6   | San Donà   | 18 | 9  | 1 | 8  | 370 | 437 | −67  | 5   | 43 |
| 7   | Fiamme Oro | 18 | 7  | 1 | 10 | 352 | 287 | +65  | 10  | 40 |
| 8   | S.S. Lazio | 18 | 5  | 0 | 13 | 272 | 485 | −213 | 5   | 25 |
| 9   | Lyons      | 18 | 2  | 0 | 16 | 226 | 619 | −393 | 6   | 14 |
| 10  | L’Aquila   | 18 | 1  | 0 | 17 | 243 | 718 | −475 | 5   | 9  |

## Play-off
|  | Semifinali | Semifinali | Semifinali | Semifinali | Semifinali |  |  | Finale    | Finale    | Finale |  |
|  |            |            |            |            |            |  |  |           |           |        |  |
|  | 4          | Mogliano   | 10         | 17         | 27         |  |  |           |           |        |  |
|  | 1          | Rovigo     | 13         | 34         | 47         |  |  | Rovigo    | Rovigo    | 20     |  |
|  | 3          | Petrarca   | 3          | 7          | 10         |  |  | Calvisano | Calvisano | 13     |  |
|  | 2          | Calvisano  | 11         | 33         | 44         |  |  |           |           |        |  |

### Semifinali
| Arbitro: | Giuseppe Vivarini (Padova) |

|            |      |                 |
| Renata 32’ | mt   | 5’ Rodríguez    |
| Renata 32’ | tr   | 5’ Basson       |
|            | c.p. | 54’, 73’ Basson |
| Renata 19’ | drop |                 |

| Arbitro: | Marius Mitrea (Treviso) |

|            |      |                |
|            | mt   | 24’ Bergamo    |
| Nikora 13’ | c.p. | 6’, 70’ Vlaicu |

| Arbitro: | Elia Rizzo (Ferrara) |

|                                                 |      |                                           |
| E. Lubian 18’ Momberg 21’ Chillon 68’ Menon 71’ | mt   | 31’ Filippucci 47’ Saccardo 79’ Buondonno |
| Basson 18’, 21’, 68’, 71’                       | tr   | 47’ Odiete                                |
| Basson 38’                                      | c.p. |                                           |
| Basson 33’                                      | drop |                                           |

| Arbitro: | Claudio Blessano (Treviso) |

|                                          |      |             |
| Tuivaiti 19’ Giovanchelli 64’ Vlaicu 68’ | mt   | 76’ Gower   |
| Vlaicu 19’, 64’, 68’                     | tr   | 76’ Marcato |
| Vlaicu 2’, 9’, 40+1’, 54’                | c.p. |             |

### Finale
| Arbitro: | Matteo Liperini (Livorno) |

| |              | |
| McCann 64’ | mt           | 77’ Zdrilich |
| | tr           | 77’ Vlaicu |
| Basson 16’, 19’, 48’, 51’, 58’ | c.p.         | 33’ Vlaicu |
| | drop         | 3’ Vlaicu |
| · Basson · McCann · Majstorović · v. Niekerk · Menon · Rodríguez · 59’ Frati · 79’ Quaglio · 74’-78’ Momberg (c) · 78’ Tenga · Ferro · Parker · Ruffolo · E. Lubian · 30’-40’ Bernini | Formazioni   | · Chiesa · Canavosio · Bergamo 65’ · Castello (c) · G. Di Giulio · Vlaicu · Raffaele 78’ · Panico 78’ · Morelli 74’ · Costanzo 21’ · Cavalieri · Beccaris 74’ · Belardo · Mbanda · Tuivaiti 65’ |
| · 79’ Balboni · 74’ 78’ Silva · 78’ Atalifo · 59’ Chillon | Sostituzioni | · Violi 78’ · Giovanchelli 74’ · Riccioni 21’ · Andreotti 74’ · Zdrilich 65’ · Surugiu 78’ · Minozzi 65’                                                                                        |
| Joe McDonnell | Allenatori   | Massimo Brunello |

## Verdetti
- Rovigo: campione d'Italia;
- Rovigo, Calvisano, Petrarca e Mogliano: qualificate all'European Continental Shield;
- L’Aquila: retrocessa in serie A.